# Tàu điện ngầm Seoul tuyến 8
Tàu điện ngầm Seoul tuyến số 8 (Tiếng Hàn: 서울 지하철 8호선 Seoul Jihacheol Palhoseon , Hanja: 서울 地下鐵 8號線) là một tuyến đường sắt đô thị ở Seoul nối ga Amsa ở Gangdong-gu, Seoul và ga Moran ở Seongnam-si, Gyeonggi-do. Tất cả các phần được điều hành bởi Tổng công ty Vận tải Seoul. Màu được sử dụng cho tuyến là màu ● Hồng.
Vào năm 2014 công trình sẽ bắt đầu để mở rộng tuyến hướng Bắc của Sông Hán ngang qua Ga Guri đến Ga Byeollae trên Tuyến Gyeongchun. Nó sẽ mở rộng thêm 11.37 km của tuyến và hiện đang là 17.7 km. Công trình sẽ hoàn thành vào năm 2017.

## Tổng quan
Tàu điện ngầm Seoul tuyến số 8 là tuyến nối Amsa-dong, Cheonho-dong Gangdong-gu và Garak-dong, Jangji-dong Songpa-gu với Seongnam-si nơi tập trung nhiều nhà ở với số lượng lớn.
Tàu điện ngầm Seoul tuyến số 8 là tuyến đầu tiên không đi vào khu vực phía bắc sông Hán trong số các tuyến của Tổng công ty Vận tải Seoul. Tuy nhiên, có kế hoạch kéo dài Tuyến Byeollae đến Guri-si và Namyangju-si và việc xây dựng dự kiến bắt đầu vào ngày 17 tháng 12 năm 2015 và hoàn thành và khai trương vào nửa đầu năm 2024. Tại một thời điểm, tất cả các ga đều là ga ngầm nhưng để giải quyết tình trạng tắc nghẽn giao thông do sự phát triển của Thành phố mới Wirye, một ga trên mặt đất, ga Namwirye đã được thiết lập bổ sung giữa ga Bokjeong và ga Sanseong theo yêu cầu của cư dân địa phương.

## Lịch sử
- 29 tháng 12 năm 1990: Khởi công xây dựng tuyến số 8 giữa ga Jamsil và ga Moran.
- 8 tháng 1 năm 1994: Khởi công xây dựng đoạn giữa ga Jamsil và ga Amsa.
- 23 tháng 11 năm 1996: Khai trương đoạn Ga Jamsil - Ga Moran và mở lối đi trung chuyển tại Ga Jamsil, Ga Bokjeong và Ga Moran.
- 1 tháng 10 năm 1998: Ga Namhansanseong đổi thành Ga Sanseong và Ga Dandae thành Ga Namhansanseong.
- 2 tháng 7 năm 1999: Đoạn giữa Ga Amsa và Ga Jamsil được khai trương và đoạn trung chuyển tại Ga Cheonho đã được mở.
- 18 tháng 2 năm 2010: Khai trương đoạn trung chuyển tại Ga chợ Garak cùng với việc mở đoạn mở rộng của Tàu điện ngầm vùng thủ đô Seoul tuyến số 3.
- 17 tháng 12 năm 2015: Khởi công xây dựng ga Byeollae Byeolgaram - ga Amsa trên Tuyến Byeollae.
- 1 tháng 12 năm 2018: Đoạn mở rộng của Tàu điện ngầm Seoul tuyến số 9 được mở và thông tuyến trung chuyển Ga Seokchon.
- 30 tháng 12 năm 2020: Bắt đầu xây dựng trên Tuyến Byeollae đoạn Ga Byeollae - Ga Byeollae Byeolgaram
- 18 tháng 12 năm 2021: Ga Namwirye mở cửa.
- 25 tháng 5 ~ 16 tháng 6 năm 2024 : Chạy thử đoạn Amsa ~ Byeollae
- 10 tháng 8 năm 2024: Khai trương đoạn Ga Amsa ~  Ga Byeollae của Tuyến Byeollae và mở lối đi chuyển tuyến tại Ga Guri và Ga Byeollae.

## Bản đồ tuyến
|  |

|  |  |  |

|  |

|  |

|  |

|  |  |  |

|  |

|  |  |  |  |  |

|  |

|  |

|  |

|  |  |  |

|  |

|  |

|  |

|  |  |  |

|  |  |  |

|  |

|  |  |  |

|  |  |  |

|  |

|  |

|  |  |  |

|  |

|  |

|  |

|  |

|  |

|  |

|  |

|  |

|  |

|  |  |  |

|  |

|  |

|  |

|  |  |  |

|  |

|  |

|  |

|  |  |  |

|  |

|  |  |  |  |  |

|  |

|  |

|  |

|  |  |  |

|  |

|  |

|  |

|  |  |  |

|  |  |  |

|  |

|  |  |  |

|  |  |  |

|  |

|  |

|  |  |  |

|  |

|  |

|  |

|  |

|  |

|  |

|  |

|  |

|  |

|  |  |  |

|  |

|  |

## Ga
| Số ga | Tên ga                                                    | Tên ga                         | Tên ga                         | Chuyển tuyến | Khoảng cách | Tổng khoảng cách | Vị trí      | Vị trí       |
| Số ga | Tiếng Anh                                                 | Hangul                         | Hanja                          | Chuyển tuyến | Khoảng cách | Tổng khoảng cách | Vị trí      | Vị trí       |
| ----- | --------------------------------------------------------- | ------------------------------ | ------------------------------ | ------------ | ----------- | ---------------- | ----------- | ------------ |
| 804   | Byeollae                                                  | 별내                           | 別內                           | (P124)       |             | 12.5             | Gyeonggi-do | Namyangju-si |
| 805   | Dasan                                                     | 다산                           | 茶山                           |              |             | 9.4              | Gyeonggi-do | Namyangju-si |
| 806   | Donggureung                                               | 동구릉                         | 東九陵                         |              |             | 7.6              | Gyeonggi-do | Guri-si      |
| 807   | Guri (Chợ truyền thống Guri)                              | 구리 (구리전통시장)            | 九里 (九里傳統市場)            | (K123)       |             | 6.5              | Gyeonggi-do | Guri-si      |
| 808   | Công viên hồ Jangja                                       | 장자호수공원                   | 長者湖水公園                   |              |             | 4.6              | Gyeonggi-do | Guri-si      |
| 809   | Công viên Lịch sử Amsa                                    | 암사역사공원                   | 岩寺歷史公園                   |              |             | 1.1              | Seoul       | Gangdong-gu  |
| 810   | Amsa                                                      | 암사                           | 岩寺                           |              | ---         | 0.0              | Seoul       | Gangdong-gu  |
| 811   | Cheonho (Pungnaptoseong)                                  | 천호 (풍납토성)                | 千戶 (風納土城)                | (547)        | 1.3         | 1.3              | Seoul       | Gangdong-gu  |
| 812   | Văn phòng Gangdong-gu                                     | 강동구청                       | 江東區廳                       |              | 0.9         | 2.2              | Seoul       | Gangdong-gu  |
| 813   | Mongchontoseong (World Peace Gate)                        | 몽촌토성 (평화의문)            | 夢村土城 (平和의門)            |              | 1.6         | 3.8              | Seoul       | Songpa-gu    |
| 814   | Jamsil (Văn phòng Songpa-gu)                              | 잠실 (송파구청)                | 蠶室 (松坡區廳)                | (216)        | 0.8         | 4.6              | Seoul       | Songpa-gu    |
| 815   | Seokchon (Bệnh viện Hansol)                               | 석촌 (한솔병원)                | 石村 (한솔医院)                | (933)        | 1.2         | 5.8              | Seoul       | Songpa-gu    |
| 816   | Songpa                                                    | 송파                           | 松坡                           |              | 0.9         | 6.7              | Seoul       | Songpa-gu    |
| 817   | Chợ Garak                                                 | 가락시장                       | 可樂市場                       | (350)        | 0.8         | 7.5              | Seoul       | Songpa-gu    |
| 818   | Munjeong                                                  | 문정                           | 文井                           |              | 0.9         | 8.4              | Seoul       | Songpa-gu    |
| 819   | Jangji                                                    | 장지                           | 長旨                           |              | 0.9         | 9.3              | Seoul       | Songpa-gu    |
| 820   | Bokjeong                                                  | 복정                           | 福井                           | (K222)       | 0.9         | 10.2             | Seoul       | Songpa-gu    |
| 821   | Namwirye                                                  | 남위례                         | 南慰禮                         |              | 1.6         | 11.8             | Gyeonggi-do | Seongnam-si  |
| 822   | Sanseong                                                  | 산성                           | 山城                           |              | 1.1         | 12.9             | Gyeonggi-do | Seongnam-si  |
| 823   | Namhansanseong (Tòa án & Văn phòng Công tố viên Seongnam) | 남한산성입구 (성남법원·검찰청) | 南漢山城入口 (城南法院·檢察廳) |              | 1.3         | 14.2             | Gyeonggi-do | Seongnam-si  |
| 824   | Dandaeogeori (Trường Cao đẳng Shingu)                     | 단대오거리 (신구대학교)        | 丹垈五叉路口 (新丘大學校)      |              | 0.8         | 15.0             | Gyeonggi-do | Seongnam-si  |
| 825   | Sinheung                                                  | 신흥                           | 新興                           |              | 0.8         | 15.8             | Gyeonggi-do | Seongnam-si  |
| 826   | Sujin                                                     | 수진                           | 壽進                           |              | 0.9         | 16.7             | Gyeonggi-do | Seongnam-si  |
| 827   | Moran                                                     | 모란                           | 牡丹                           | (K225)       | 1.0         | 17.7             | Gyeonggi-do | Seongnam-si  |

## Ga trung chuyển
- 804 Ga Byeollae -  Tuyến Gyeongchun
- 807 Ga Guri -  Tuyến Gyeongui–Jungang
- 811 Ga Cheonho -  Tuyến 5
- 814 Ga Jamsil -   Tuyến 2
- 815 Ga Seokchon -  Tuyến 9
- 817 Ga chợ Garak -  Tuyến 3
- 820 Ga Bokjeong -  Tuyến Suin–Bundang
- 827 Ga Moran -  Tuyến Suin–Bundang

## Vị trí
| Vận hành                         | Vị trí      | Vị trí       | Đoạn                                                       | Số ga |
| -------------------------------- | ----------- | ------------ | ---------------------------------------------------------- | ----- |
| Tổng công ty thành phố Namyangju | Gyeonggi-do | Namyangju-si | Byeollae (804) ~ Dasan (805)                               | 2     |
| Tổng công ty thành phố Guri      | Gyeonggi-do | Guri-si      | Donggureung (806) ~ Công viên hồ Jangja (808)              | 3     |
| Tổng công ty Vận tải Seoul       | Seoul       | Gangdong-gu  | Công viên Lịch sử Amsa (809) ~ Văn phòng Gangdong-gu (812) | 4     |
| Tổng công ty Vận tải Seoul       | Seoul       | Songpa-gu    | Mochontoseong (813) ~ Bokjeong (820)                       | 8     |
| Tổng công ty Vận tải Seoul       | Gyeonggi-do | Seongnam-si  | Namwirye (821) ~ Moran (827)                               | 7     |